# Veasna Chhoeung
Veasna Chhoeung (ur. 13 lipca 1997) – kambodżański zapaśnik walczący w obu stylach. Zajął jedenaste miejsce na igrzyskach azjatyckich w 2022. Brązowy medalista igrzysk Azji Południowo-Wschodniej w 2023. Wicemistrz mistrzostw Azji Południowo-Wschodniej w 2023 i trzeci w 2022 roku.